# Tajné operace
Tajné operace jsou aktivity vlády, jejích agentur, vojenských nebo soukromých organizací a skupin, jež jejich původce nepřiznává, aby mu nemohly být připsány.

## Tajné operace CIA
CIA (Ústřední zpravodajská organizace) je zpravodajská služba Spojených států amerických s polem působení mimo USA. Byla založena roku 1947 a vznikla pouze jako globální tisková agentura, která měla Trumanovi dodávat každodenní informační souhrny. "Měla to být pouze centrála, která bude prezidentovi dodávat informace o tom, co se děje ve světě." Tvrdil Harry S. Truman a pokračoval, že si nikdy nepřál, aby CIA "fungovala jako špionážní organizace. O něčem takovém se při jejím zakládání vůbec neuvažovalo." Jeho představa se nevyplnila a CIA nahradila OSS neboli Office of Strategic Services, která měla za úkol sbírat a analyzovat informace a zároveň vést “nekonvenční a polovojenské operace v době 2. světové války.”

### Odhalení tajných operací CIA a OSS
Za vlády prezidenta Richarda Nixona začala mít CIA problémy s únikem informací. A nejenom CIA. NSA, FBI a CIA odposlouchávaly všechny zaměstnance svých agentur, Bílého domu i washingtonských reportérů a snažily se odhalit, kudy unikají přísně tajné a důvěrné informace do medií. Jejich snaha, ale byla marná a v červnu 1971 začali New York Times zveřejňovat části dokumentů o vietnamské válce, které byly “bezpečně” uchovávány v Pentagonu.
O rok později 17. června 1972 chytila policie pět mužů při pokusu vloupání se do kanceláří ústředí Demokratické strany ve Watergate. Někteří z nich byli bývalí zaměstnanci CIA, ale tentokrát ve službách Bílého domu. Tím se pro CIA zrodil další problém, se kterým se bylo třeba vypořádat. Washington post zveřejnil vloupání jako práci prezidentových lidí, i když nebylo v té době jasné, jestli za touto akcí stál sám prezident Nixon.
Bylo v Nixonově zájmu umlčet pět účastníků vloupání. Proto chtěl od CIA, aby je vyplatila ze svých černých fondů, ale Richard Helms, který v té době stál v čele CIA, věděl, že by to znamenal konec zpravodajské služby a rozhodl se odmítnout. Tím se CIA hrozba jménem Watergate vyhnula, ale zároveň si vytvořila nebezpečného nepřítele, Nixona. Nixon poté Helmse suspendoval a jeho pozici získal James Schlesinger. Společně odchodem Helmse byly zničeny dva přísně tajné dokumenty. První byly písemné doklady o exeprimentech s ovládáním lidské psychiky pomocí LSD a dalších psychotropních látek. Druhé byly nahrávky se záznamy rozhovorů, které se odehrály v jeho ředitelské kanceláři. Z těch to dokumentů zbyly jen zlomky a později byly nalezeny a zveřejněny.
Po dosazení Schlesingra začala CIA prakticky pracovat pro Bílý dům, neboli pro Nixona. Během jednoho roku několikrát a opakovaně selhávala a i po abdikaci Nixona a nastoupení Geralda R. Forda stále trpěla únikem informací. To vyvrcholilo 22. prosince 1974, kdy se na první stránce New York Times objevil titulek o odposlouchávání amerických občanů CIA, který napsal Seymour Hershe. Tak začalo rozsáhlé vyšetřování CIA a jejích aktivit nejen doma, ale i v zahraničí. Tím vyšly najevo všechny, nebo aspoň většina tajných operací, které hraničily se zákonem, nebo byly nezákonné. CIA osnovala atentáty, prováděla exeprimenty s drogami na lidech bez jejich vědomí, a také prováděla operace na území Spojených států amerických. Tímto se dostala pod neustálý dohled veřejnosti a ztratila i tu trochu důvěry, která jí do té doby zůstala.

### Druhá světová válka
Za druhé světové války fungovala OSS (předchůdce CIA) jako zpravodajská služba, jejímž úkolem bylo dodávat informace Bílému domu o postupech Hitlera, dění uvnitř Třetí říše a hlavně mapování rozmístění továren na výrobu letadel. Jejím hlavním představitelem byl William J. Donovan, který se snažil přemluvit Roosevelta, jenž byl tou dobou prezidentem, aby se OSS stala agenturou, zcela nezávislou a oddělenou od armády. Roosevelt, ale věděl o problémech dvojitých agentů v agentuře i infiltrací a zároveň se zpráva o tomto pokusu dostala do novin Chicago Tribute a získala si velmi negativní ohlas ze strany kongresu USA, kde někteří jeho členové tuto ideu přirovnávali ke gestapu, proto se rozhodl myšlenku odložit.
Donovan zkusil svou myšlenku prosadit ještě jednou poté, co se americkým prezidentem stal Harry S. Truman. Ten, ale nebyl této myšlence nezávislé tajné služby, schopné provádět tajné operace, nakloněn a 20. září 1945 nařídil OSS rozpustit.

#### Operace Paperclip
Operace Paperclip byla tajná operace odehrávající se na konci druhé světové války, vedena zpravodajskou službou OSS.
Mezitím, co se světové velmoci –⁠ USA, Velká Británie a SSSR –⁠ spojily, aby čelily Třetí říši, Spojené státy a Spojené království si začali uvědomovat hrozby sovětské propagandy a rozhodli se jednat. Na základě toho Spojené státy započaly operaci Paperclip.
Jednou z hlavních vedoucích postav byl Frank G. Winser, který předtím fungoval na Balkáně, kde byl svědkem sovětské taktiky, do které například spadalo odvážení Rumunů na otrockou práci. To z něj udělalo zapřisáhlého antikomunistu. To, co Stalin na Balkáně praktikoval, ho tak zasáhlo, že se u něj začala projevovat klinická deprese. Ale kolegové z OSS –⁠ mezi nimi i Donovan –⁠ snažili přehlédnout, jelikož všichni Wisnera obdivovali za jeho oddanost boji proti Sovětskému svazu.
Winser si v čerstvě poválečné Evropě zbudoval provizorní zpravodajskou síť a s její pomocí pak na území Německa, Polska i Československa verboval bývalé důstojníky SS na útěku. Tímto se Spojené státy spojily s bývalými nacistickými důstojníky proti SSSR. A nerekrutovala pouze vědce, ale dokonce i vysoké vojenské či civilní představitele Třetí říše, a tak “spojili Donovan a Allen Dulles tajně osud Ameriky s tím nejhorším ze Třetí říše.” Americká vláda překvapivě přijala a evakuovala velitele gestapa Heinricha Müllera a také organizátora holocaustu Aloise Brunnera, pravou ruku Adolfa Eichmanna.
USA se samozřejmě snažily, co nejlépe zakrýt své tajné postupy a zároveň, aby předešly pozdějším obviněním, používali Gehlenovu organizaci, jejímž prostřednictvím platily mzdy “tisícům důstojníkům gestapa, wermachtu a SS.”
Své chyby si Spojené státy uvědomovaly až zpětně.

### Studená válka
Dva roky po rozpuštění OSS si Spojené státy s Trumanem v čele čím dál více uvědomovaly hrozbu ze Stalinovy strany. Také rostl čím dál větší zájem o jeho záměry v Evropě, proto se USA rozhodlo učinit několik následujících kroků. V březnu roku 1947 byla vyhlášena Trumanova doktrína, v červnu byl navržen Marshallův plán a odhlasován Zákon o národní bezpečnosti, který mimo jiné zřídil Ústřední zpravodajskou službu (CIA), která se stala zcela nezávislou agenturou.
Tato agentura byla ekvivalentem ruského KGB a založením CIA mohla konečně začít válka agentů Západu a Východu.
Se vznikem CIA se zreinkarnovala operace Paperclip, která získávala vědce a intelektuály nacistického Německa a k ní se přidala operace National Interest, která se zaměřovala na nacisty, kteří by mohli být “politicky použitelní” v boji proti SSSR. Na získávání nacistů potřebovala CIA “lidi, kteří měli žaludek na uzavření smlouvy s ďáblem.” Jedním z těchto lidí byl například George Weisz.

#### Operace Ajax
Roku 1953 CIA naplánovala spolu s britskou Intelligence vojenský puč na svržení prvního demokraticky zvoleného premiéra Íránu, Muhammada Mosaddeka. Ten po svém zvolení znárodnil naleziště nafty nacházející se na území Íránu, na kterém měla zároveň podíl Velká Británie. Zároveň Mosaddek se soustředil na Sovětský svaz a získání Íránu by pak znamenalo snížení sovětského působení.

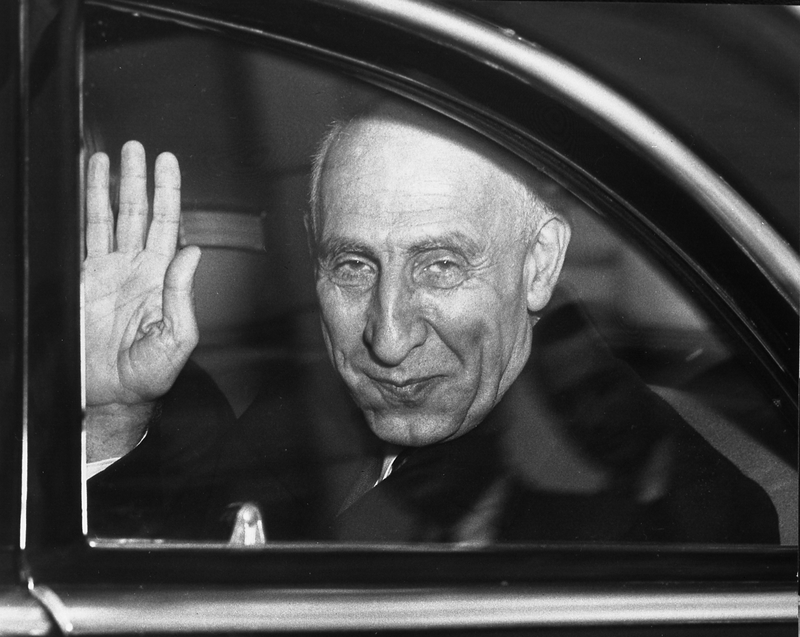
Muhammad Mosaddek

CIA úzce spolupracovala s britskou zpravodajskou službou a Šáhem Muhammadem Rezou Pahlavím. Společně začali připravovat nadcházející události.
Vedoucími agenty operace Ajax byli Donald Wilber a Kermit Roosevelt. Prezident Franklin Roosevelt chtěl využít problémů íránské ekonomiky a klesající Mosaddekovy podpory v politice. Také nebylo těžké získat na svou stranu íránskou armádu, jelikož poté co si Mosaddek přivlastnil post ministra obrany, ztratil tak velkou část podpory armády.
Převrat byl naplánován na 8. srpna 1953, ale tento plán jim zkomplikovalo špatné počasí, díky němuž CIA získala podepsané panovnické dekrety, které byly důležité k uskutečnění převratu, až 12. srpna, a poté začal dvoudenní svátek, a tak se vše muselo odložit. Ale 14. srpna byla Mosaddekova rezidence obklopena tanky, které tam, ale nebyly, aby premiéra sesadily, naopak ho chránily a plán Spojených států se Spojeným královstvím, byl prozrazen. Toho Mosaddek využil ve svůj prospěch a rozhodl se převzít veškerou kontrolu v zemi.
CIA rychle ukryla legálního předsedu vládu Zahedího na bezpečném místě a Šáh, který do té doby pobýval na pobřeží Kaspického moře, se přesunul do Říma. Hned další den příznivci Mosaddeka vyrazili do ulic a ničili vše, co jim přišlo do cesty. To se Roosevelt rozhodl použít na Mosaddeka jednu z posledních pák, které na něj měli a to zrušení obchodu s naftou. Mosaddek uposlechl a demonstraci nechal rozpustit.
Den na to, i přes rozkazy zrušit operaci, podplatil Roosevelt všechny kdo se dali a utvořil si vlastní demonstraci. Když vyvedl Zahedího, zmocnil se ho dav jásajícího lidu a začala se šířit zpráva, že se k Teheránu blíží Šáhovy jednotky a ke konci dne Zahedího tankové jednotky zvítězily nad vojáky a barikádou ozbrojených vozidel chránících Mosaddeka. Převrat si vyžádal 300 mrtvých.
Do čela Íránu se dostal Šáh a vztahy s USA se upevnily, což umožnilo CIA založit v Íránu základnu na odposlouchávání Sovětského svazu.

### Po studené válce

#### Operace Avarice
V roce 2015 byly odtajněny dokumenty CIA, podle kterých během války v Iráku proběhla v roce 2005 operace Avarice (v překladu lakota), během které USA vykoupily pomocí iráckého prostředníka větší množství starých často rezavých a poškozených zbraní hromadného ničení. Podle těchto materiálů sloužilo předčasné popření existence těchto zbraní v Iráku k možnosti úspěšně výkup dokončit (probíhal po menších částech delší dobu a CIA neměla možnost ho nijak urychlit) a získané zbraně byly označeny v některých případech za stále funkční – šlo však o staré zbraně z 80. a 90. let 20. století. Celkově bylo zničeno 400 iráckých raket Borak (založené na Grad MLRS, ráže 122 mm, délka 1 metr) uzpůsobených nést hlavici se sarinem. Některé byly naplněny neškodnou látkou, jiné naopak neočekávaně kvalitním plynem. Nově vyrobené chemické zbraně se v průběhu konfliktu odhalit nepodařilo.